# Ala.ni
Ala.ni est une auteur, compositrice et chanteuse grenado-britannique, née à Londres.

## Carrière
Née à Londres de parents originaires de Grenade, elle commence une carrière musicale en tant que choriste de Andrea Bocelli, Mary J. Blige,,, Blur et Damon Albarn,. Elle est encouragée par ce dernier à se lancer dans une carrière solo. 
En 2015, elle sort sur le label No Format! l'EP You & I Spring EP, premier d'une série de quatre EP (un pour chaque saison de l'année), suivi des EP You & I Summer EP en juillet, You & I Autumn EP en septembre et You & I Winter EP en décembre. Cette même année, elle est l'invitée de France Inter pour deux concerts : le concert Disquaire Day puis la Fête de la musique. 
Le 8 janvier 2016, elle sort son premier album You & I. Le deuxième, intitulé ACCA sort le 30 août 2019.[réf. souhaitée]
Son style est une combinaison de la musique de Broadway, Judy Garland notamment, et de Billie Holiday,.